# El Tambo (Cauca)
El Tambo è un comune della Colombia facente parte del dipartimento di Cauca.
Il centro abitato venne fondato nel 1641, mentre l'istituzione del comune è del 1914.

## Geografia fisica
L'altitudine del paese è di circa 1.840 s.l.m.